# Casa de Luxemburgo

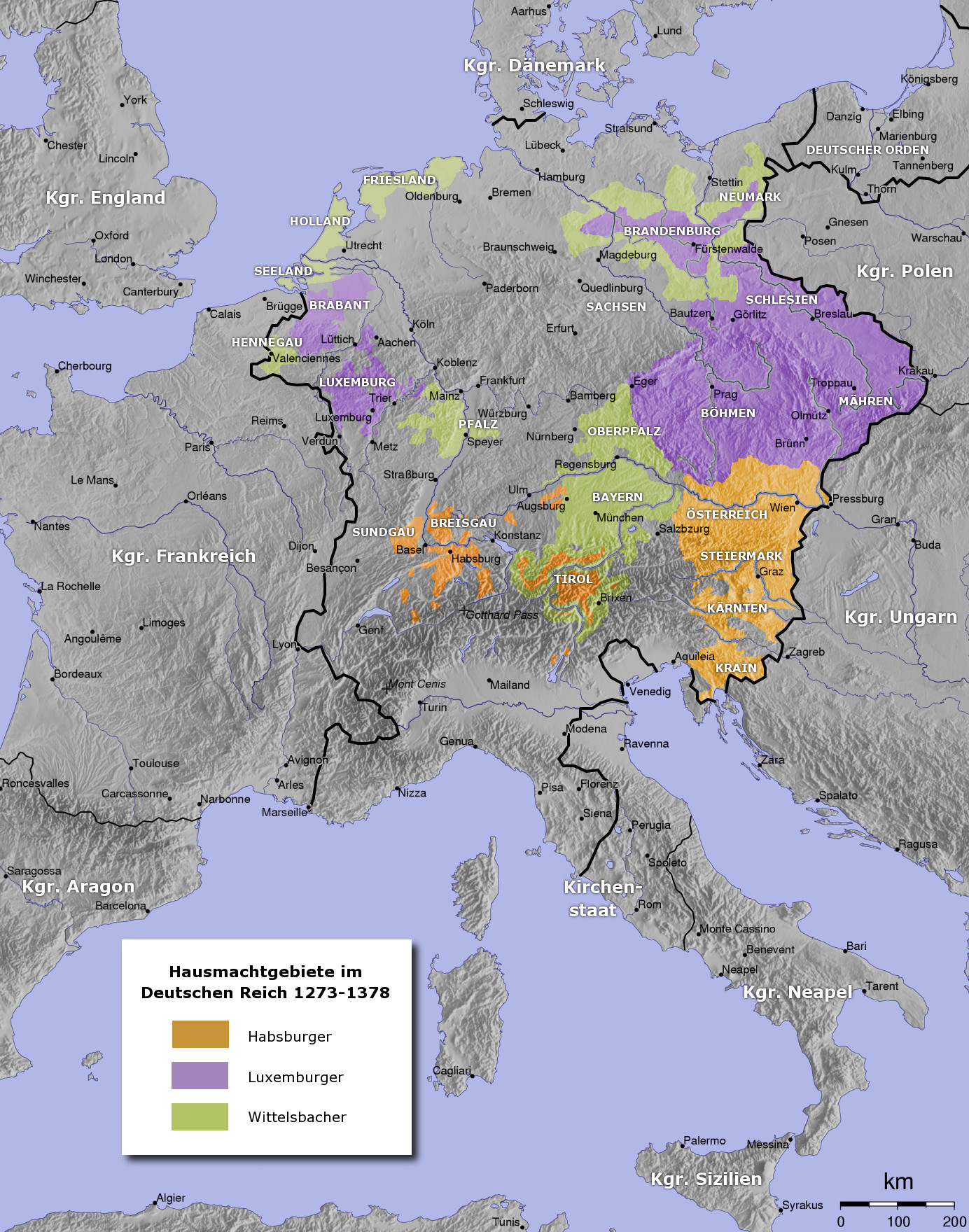
Sacro Império Romano-Germânico from 1273–1378.
----
Território dos Habsburgo
Território dos Luxemburgo
Território dos Wittelsbach

A Casa de Luxemburgo foi uma família medieval pertencente à nobreza do Grão-ducado de Luxemburgo. Em 1308, Henrique VII, Conde do Luxemburgo, tornou-se rei da Germânia, o seu filho, João do Luxemburgo, recebeu o trono da Boémia. O governo da dinastia no Sacro Império Romano-Germânico foi interrompido duas vezes pela Casa de Wittelsbach. Com a morte do Imperador Sigismundo, a dinastia desapareceu do Sacro-Império e foi sucedida pelos Habsburgo.

## Membros notáveis
- Henrique VII (1275–1313) — rei da Germânia, Sacro-Imperador.
- João I da Boémia (1296–1346) — filho de Henrique VII. rei da Boémia.
- Balduíno, Arcebispo de Trier (1307–54) — irmão de Henrique VII.
- Carlos IV (1316–78) — filho de João I. Rei da Boémia, Imperador.
- Jobst da Morávia (1351-1411) - sobrinho de Carlos IV. Rei da Germânia.[1]
- Venceslau (1361–1419) — filho de Carlos IV. Rei da Boémia e da Germânia
- Sigismundo (1368–1437) — filho de Carlos IV. Rei da Boémia e Hungria, rei da Germânia, Imperador.
- Isabel da Boémia (1409–1442), rainha consorte da Hungria e Boémia, esposa de Alberto II da Germânia.